# استارت هیل
استارت هیل (انگلیسی: Start Hill) دهکده‌ای در محله مدنی گریت هالینگبری در ناحیهٔ آتلزفورد در شهرستان اسکس، انگلستان است. این دهکده به شهرک بیشاپس استورتفورد نزدیک است.

## افراد قابل توجه
خواننده چارلی ایکس‌سی‌ایکس در این مکان بزرگ شده است.